# Лазар Миеда
Лазар Миеда (на албански: Lazër Mjeda; на италиански: Lazzaro Miedia) е албански духовник от XIX - XX век, прелат на Римокатолическата църква.

## Биография
Роден е на 6 март 1869 година в Миеда, в района Задрима край Шкодра, Османската империя. Брат е на Ндре Миеда. Получава образование при йезуитите. Ръкоположен е за свещеник в 1891 година. На 10 ноември 1900 година е назначен, а на 20 януари 1901 година е ръкоположен за сапенски епископ. Тъй като не се разбира добре с паството си в Сапа, на 24 декември 1904 година става титулярен ареополски епископ и през август 1905 година е преместен в Шкодра като заема длъжността коадютор архиепископ на Шкодра. В Шкодра в 1901 година брат му Ндре основава литературното общество „Зора“ (Агими), което изработва собствена версия на албанската азбука.
На 14 април 1909 година Лазар Миеда става скопски архиепископ.
Миеда е член на Обществото за единство на албанския език (Башкими) и създател на така наречената азбука Башкими - вариантът за албанска азбука, приет от Битолския конгрес в 1908 година. В 1913 година изпраща детайлен доклад за сръбските жестокоски над албанците по време на сръбското настъпление в Косово и Македония през Балканската война. Информацията му е използвана от Лео Фройндлих в книгата му „Албанската Голгота“, издадена във Виена в 1913 година.
На 19 октомври 1921 година по препоръка на Ернесто Коци става шкодренски архиепископ.
Като архиепископ Миеда е силен поддръжник на йезуитите и позволява много бъдещи свещеници да се обучават в чужбина, особено в Теологическия факултет на Инсбрукския университет.
Умира на 8 юли 1935 година.